# Regulamento D (SEC)
Nos Estados Unidos, de acordo com a Lei de Valores Mobiliários de 1933, qualquer oferta de venda de valores mobiliários deve ser registrada na Comissão de Valores Mobiliários dos Estados Unidos (SEC) ou atender a certas qualificações para isentá-los desse registro. O Regulamento D (ou Reg D) contém as regras que isentam os requisitos de registro, permitindo que algumas empresas ofereçam e vendam seus valores mobiliários sem precisar registrar os valores mobiliários na SEC. Uma oferta do Regulamento D destina-se a tornar possível o acesso ao mercado de capitais para pequenas empresas que não poderiam suportar os custos de um registro normal na SEC. O Reg D também pode se referir a uma estratégia de investimento, principalmente associada a fundos de cobertura, baseada no mesmo regulamento. O regulamento encontra-se no Título 17 do Código de Regulamentos Federais, parte 230, seções 501 a 508. A citação legal é 17 C.F.R. §230.501 et seq.
Em 10 de julho de 2013, a SEC emitiu novos regulamentos finais que permitem publicidade pública e solicitação de ofertas do Regulamento D aos investidores credenciados.

## Visão geral
O Reg D é composto por várias regras que prescrevem as qualificações necessárias para atender às isenções dos requisitos de registro para a emissão de valores mobiliários. A regra 501 do Reg D contém definições que se aplicam ao restante do Reg D. A regra 502 contém as condições gerais que devem ser atendidas para tirar proveito das isenções do Regulamento D. De um modo geral, essas condições são:
1. que todas as vendas dentro de um determinado período que faz parte da mesma oferta do Reg D deve ser "integrado", o que significa que deve ser tratado como uma oferta
2. informações e divulgações devem ser fornecidas
3. não deve haver "solicitação geral"
4. que os valores mobiliários vendidos vendam restrições à sua revenda.

A regra 503 exige que os emissores arquivem um formulário D na SEC quando fizerem uma oferta de acordo com o Regulamento D. Nas regras 504 e 505, o Regulamento D implementa o §3(b) da Lei de Valores Mobiliários de 1933 (também conhecida como Lei de 33), que permite à SEC isentar emissões de menos de cinco milhões de dólares do registro. Ele também fornece (na Regra 506) um "porto seguro" nos termos do §4(a)(2) da Lei de 33 (que diz que as ofertas não públicas estão isentas do requisito de registro). Em outras palavras, se um emissor cumprir os requisitos da Regra 506, pode ter certeza de que sua oferta é "não pública" e, portanto, isenta de registro. A regra 507 penaliza os emissores que não preencherem o formulário D, conforme exigido pela regra 503. A regra 508 fornece as diretrizes sob as quais a SEC aplica o Regulamento D contra emissores.

## Isenções
O Regulamento D estabelece três isenções do registro da Lei de Valores Mobiliários.

### Regra 504
A regra 504 prevê uma isenção para a oferta e venda de até cinco milhões de dólares em valores mobiliários em um período de doze meses. A empresa pode usar essa isenção desde que não seja uma empresa de cheques em branco e não esteja sujeita aos requisitos de relatório do Lei de Câmbio de 1934. A oferta e solicitações gerais são permitidas pela Regra 504, desde que restritas a investidores credenciados.[carece de fontes?] O emissor não precisa restringir o direito do comprador de revender valores mobiliários.[carece de fontes?]
A regra 504 permite que as empresas vendam títulos que não sejam restritos se uma das seguintes condições for atendida:
- A oferta é registrada exclusivamente em um ou mais estados que exigem uma declaração de registro arquivada publicamente e entrega de um documento de divulgação substantivo aos investidores;
- O registro e a venda ocorrem em um estado que requer entrega de registro e divulgação, e o comprador está em um estado sem esses requisitos, desde que os documentos de divulgação exigidos pelo estado em que você se registrou para todos os compradores sejam entregues; ou
- Os valores mobiliários são vendidos exclusivamente de acordo com as isenções da lei estadual que permitem solicitações e publicidade geral, e você está vendendo apenas para investidores credenciados. No entanto, os investidores credenciados são necessários apenas quando vendidos exclusivamente com isenções da lei estadual mediante solicitação.

### Regra 505
Em 26 de outubro de 2016, a Comissão revogou a regra 505. Anteriormente, fornecia uma isenção para ofertas e vendas de valores mobiliários que totalizavam até cinco milhões de dólares em qualquer período de doze meses. Sob essa isenção, os títulos poderiam ser vendidos para um número ilimitado de "investidores credenciados" e até 35 "investidores não credenciados".
A isenção da regra 505 foi extinta e suas disposições integradas na isenção da regra 504. O limite de capital da regra 504 aumentou para cinco milhões de dólares e a disposição "Mau Ator" da regra 505 foi adicionada à regra 504.

### Regra 506
Uma empresa que atenda aos seguintes padrões pode se qualificar para uma isenção de acordo com esta regra:
- Pode levantar uma quantidade ilimitada de capital;
- O vendedor deve estar disponível para responder a perguntas de possíveis compradores;
- Requisitos de demonstrações financeiras conforme a Regra 505; e
- Os compradores recebem títulos restritos, que não podem ser livremente negociados no mercado secundário após a oferta.

A regra é dividida em duas opções, com base no fato de o emissor envolver-se em solicitação ou publicidade geral para comercializar os valores mobiliários.
Se o emissor não usar solicitação ou publicidade geral para comercializar os valores mobiliários, a venda de valores mobiliários poderá ser emitida de acordo com a Regra 506(b) para um número ilimitado de investidores credenciados e até 35 outros compradores. Diferentemente da Regra 505, todos os investidores não credenciados, sozinhos ou com um representante do comprador, devem ser sofisticados — ou seja, devem ter conhecimento e experiência suficientes em questões financeiras e comerciais para torná-los capazes de avaliar os méritos e os riscos do possível investimento..
Em julho de 2013, a SEC emitiu novos regulamentos, conforme exigido pelo Jumpstart Our Business Startups Act de 2012. Esses novos regulamentos adicionam a Regra 506(c) para permitir solicitações e publicidade geral de uma oferta de veiculação privada. No entanto, em uma oferta privada da regra 506(c), todos os compradores devem ser investidores credenciados e o emissor deve adotar medidas razoáveis para determinar que o comprador é um investidor credenciado.

### Isenção do investidor credenciado
A Seção 4(a)(5) da Lei de 33 isenta de ofertas de registro e vendas de valores mobiliários a investidores credenciados quando o preço total da oferta for inferior a cinco milhões de dólares e nenhuma solicitação ou publicidade pública for feita. No entanto, o Regulamento D não trata da oferta de valores mobiliários nos termos desta seção da Lei de 33. Esta definição também é usada para definir o tamanho do investimento permitido pelo Regulamento A.

## Outros países
No Canadá, comparáveis aos títulos do Reg D são denominados títulos de mercado isentos e se enquadram no National Instrument 45-106.